# Tweede Kamerverkiezingen 1982/Kandidatenlijst/PPBMWM
Dit is de kandidatenlijst voor de Tweede Kamerverkiezingen 1982 van de Progressieve Partij voor Behoud van Milieu, Werk en Maatschappij. De partij deed alleen mee in kieskring IX (Amsterdam).

## De lijst
1. Lies Visser - 207 stemmen
2. Arie Scharn - 43

CDA · PvdA · VVD · D'66 · PSP · CPN · SGP · PPR · RPF · GPV · Rechtse Volkspartij · Centrumpartij · EVP · NVU · Kleine Partij · God Met Ons · PPBMWM · SP · DS'70 · RKPN